# Puffer (Bahn)

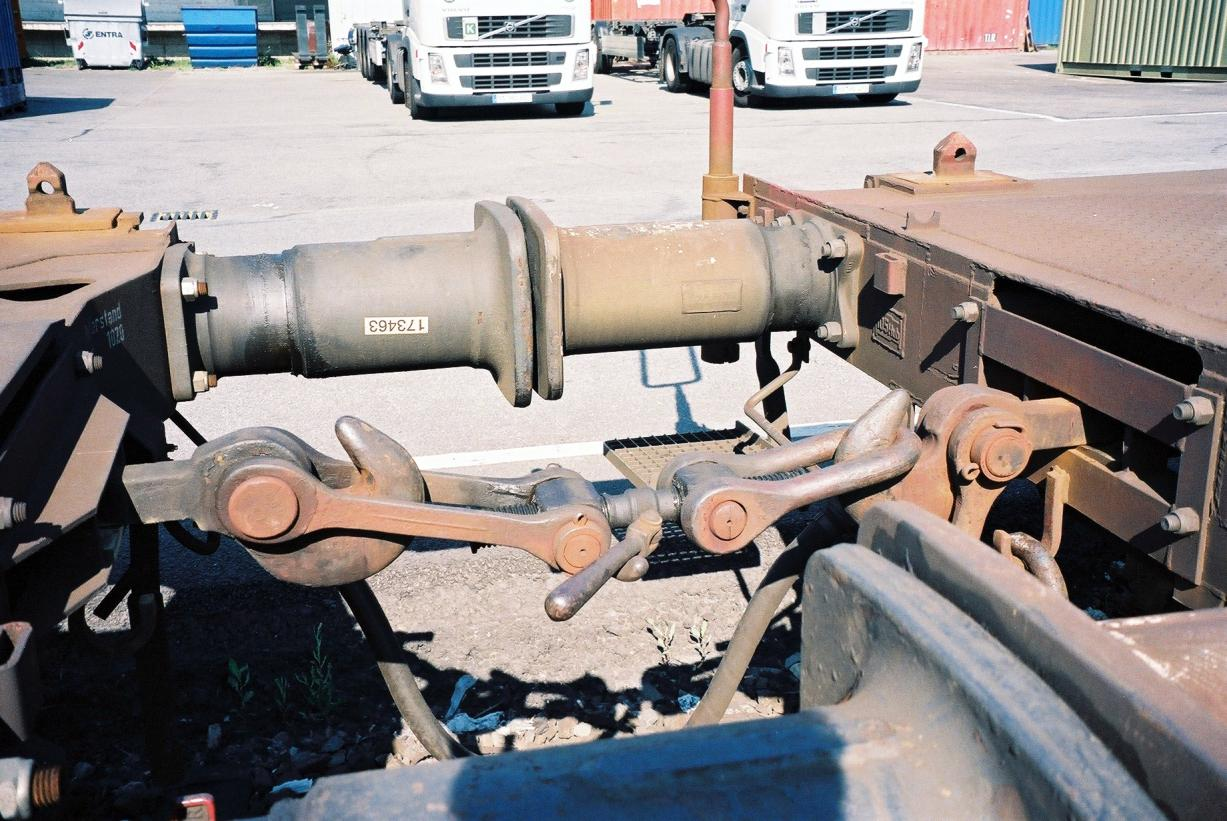
Seitliche Eisenbahnpuffer an den Wagenenden

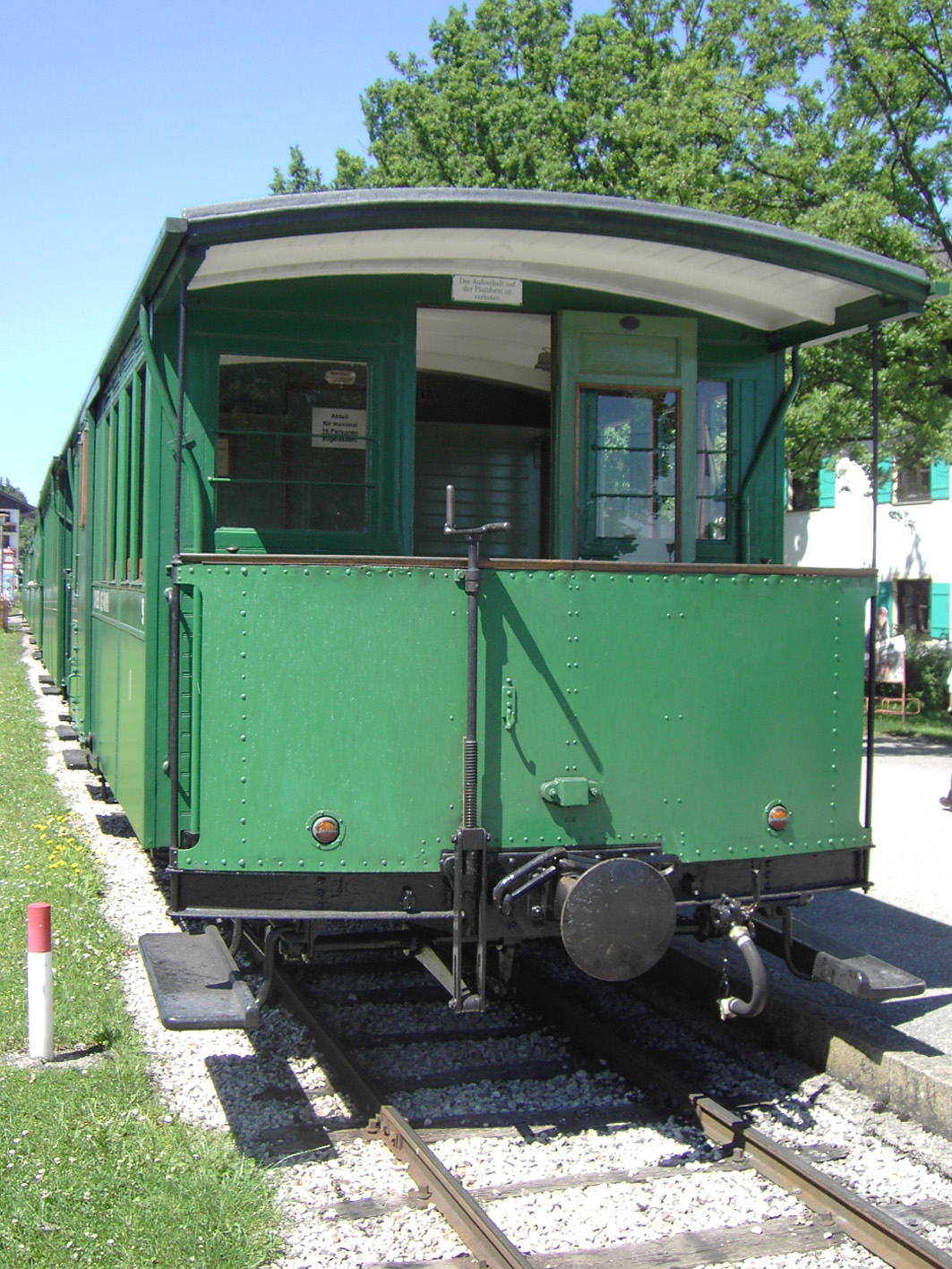
Mittelpuffer der Chiemseebahn

Puffer, früher auch Buffer, sind Teile der Stoßeinrichtung von Schienenfahrzeugen. Sie dienen dazu, Stöße und Druckkräfte, die in Fahrzeuglängsrichtung zwischen einzelnen Fahrzeugen oder zwischen einem Fahrzeug und einem Prellbock auftreten, aufzunehmen.

## Aufbau und Funktion
Die Puffer sind Anbauteile, die aus einem Pufferteller und einem dahinter angeordneten stoßverzehrenden Element bestehen. Der Pufferteller ist ein senkrecht zur Fahrrichtung ausgerichtetes, flächiges Element, das die Stoßkräfte vom benachbarten Fahrzeug oder von einem Prellbock überträgt. Das stoßverzehrende Element mindert Anpralle und verringert die dynamische Kräfte, die durch Änderungen der Längskräfte entstehen. Die Puffer sind auf einem massiven Träger montiert, der quer zur Fahrrichtung an der Stirnseite des Fahrzeugrahmens verläuft und als Pufferbohle, Pufferträger oder Stoßbalken bezeichnet wird. Bei Normalspur- und Breitspurfahrzeugen sind in der Regel am Stoßbalken zwei Puffer angeordnet, während bei Schmalspurbahnen aufgrund der engen Kurvenradien oft ein einzelner Mittelpuffer verwendet wird. Bei Anordnungen mit Mittelpuffer wird zur symmetrischen Verteilung der Kräfte eine aus zwei Kupplungsketten links und rechts des Puffers bestehende Balancierhebelkupplung verwendet, es sei denn, die Kupplung ist bereits im Mittelpuffer integriert.

## Bauformen
In den 1830er Jahren kamen teilweise, wie bei der Lokomotive Adler, noch Puffer aus Holz ohne stoßverzehrende Elemente zum Einsatz.

### Stangenpuffer
Die ersten Stangenpuffer bestanden aus einer Stange, die an ihrem einen Ende den Pufferteller trug. Die Pufferstange saß nach hinten beweglich auf einer spiraligen Evolutfeder (Wickelfeder), die von einer starken Blechhülse gestützt war. Durch das Zusammendrücken der Feder wurde der Stoß gedämpft. Die ersten gefederten Puffer wurden von John Baillie 1846 erfunden.
Stangenpuffer sind heute im europäischen Raum nur noch an Museumsfahrzeugen zu finden. In Argentinien kommen sie noch häufig vor.

### Hülsenpuffer
Da sich die relativ dünnen Pufferstangen im Betrieb häufig verbogen und bei Unfällen große Schäden anrichteten, wurde der Hülsenpuffer entwickelt. Hierbei sitzt der Pufferteller auf einem Stahlrohr mit größerem Durchmesser, das dadurch gegen Verbiegung widerstandsfähiger ist.
Das bei den Hülsenpuffern zunächst weiterhin verwendete Evolutfeder-System hatte den Nachteil, die beim Zusammendrücken hineingesteckte Energie vollständig wieder abzugeben, so dass die Fahrzeuge nach dem Stoß wieder auseinandergedrückt wurden. Dies erforderte, dass Züge gleichmäßig und vor allem nicht nur punktuell gebremst werden, um Schwingungen im Zugverband zu vermeiden, die u. a. zum Reißen der Kupplungen führen können. Eine Verbesserung wurde durch den Einsatz von Ringfedern erzielt, da diese die eingebrachte Energie großenteils in Reibungswärme umwandeln.

### Mittelpufferkupplungen
Die Aufgaben von Puffern werden bei Mittelpufferkupplungen meist auf die Kupplungselemente übertragen, die entsprechend stabil ausgeführt sind und mit zwischengeschalteten Federelementen innerhalb des Fahrzeugrahmens (anstelle einer Pufferbohle) montiert sind.

## Normierungen

### Geschichte
In der Frühzeit der Eisenbahn legte jede Eisenbahngesellschaft Lage und Anordnung der Zug- und Stoßvorrichtungen nach eigenem Ermessen fest. Nachdem sich aus unabhängig voneinander gebauten Strecken ein Netz zu entwickeln begann, behinderte das den Wagenübergang. Fahrzeuge, die in das Netz anderer Gesellschaften übergehen sollten, mussten mit mehreren Puffern oder Kupplungssystemen ausgerüstet werden. Im Zug der Entwicklung der Technischen Einheit im Eisenbahnwesen legte man die in England und Norddeutschland üblichen Maße für Pufferstand und -abstand als Regelmaß fest.
- Für alle seit dem 1. Januar 1939 gebauten Fahrzeuge wurde der Abstand nach RIV § 38 auf 1750 mm ± 10 mm festgelegt.
- Die Puffermitte europäischer Eisenbahnfahrzeuge darf zwischen 940 und 1065 mm über der Schienenoberkante liegen.

Eine Ausnahme bildete noch lange Spanien. Wegen der Krafteinleitung in die durch die Breitspur bedingt weiter außen liegenden Langträger der Wagen wurde dort ein Pufferabstand von 1950 mm festgelegt. Übergangsfähige Wagen erhielten deshalb breitere Pufferteller. Die Anpassung an das internationale Regelmaß erfolgte bis in die 1990er Jahre. Überbreite Pufferteller sind in Spanien weiter üblich, auch die französischen Corail-Wagen wurden damit ausgerüstet. Der größere Pufferabstand ist auch in den Breitspurnetzen von Portugal, Indien, Pakistan, Bangladesch und Sri Lanka sowie Argentinien üblich. Aufgrund des geringeren Durchlaufs von portugiesischen Wagen in das Regelspurnetz sind überbreite Pufferteller in Portugal weniger verbreitet. Reisezugwagen für den Fernverkehr wurden nahezu vollständig damit ausgerüstet. Durch Fahrzeugverkäufe gelangten Lokomotiven und Wagen mit überbreiten iberischen Puffern auch nach Argentinien.
Eine weitere Ausnahme waren Güterwagen der Gattung SSis, Niederflurwagen für den Huckepackverkehr, die höhenverstellbare Puffer aufwiesen. Mit tiefgestellten Puffern konnte ein Zug aus solchen Wagen durchgängig von Straßenfahrzeugen befahren, mit hochgestellten Puffern konnten solche Wagen an Fahrzeuge mit normierter Pufferhöhe gekuppelt werden.

### Gegenwart

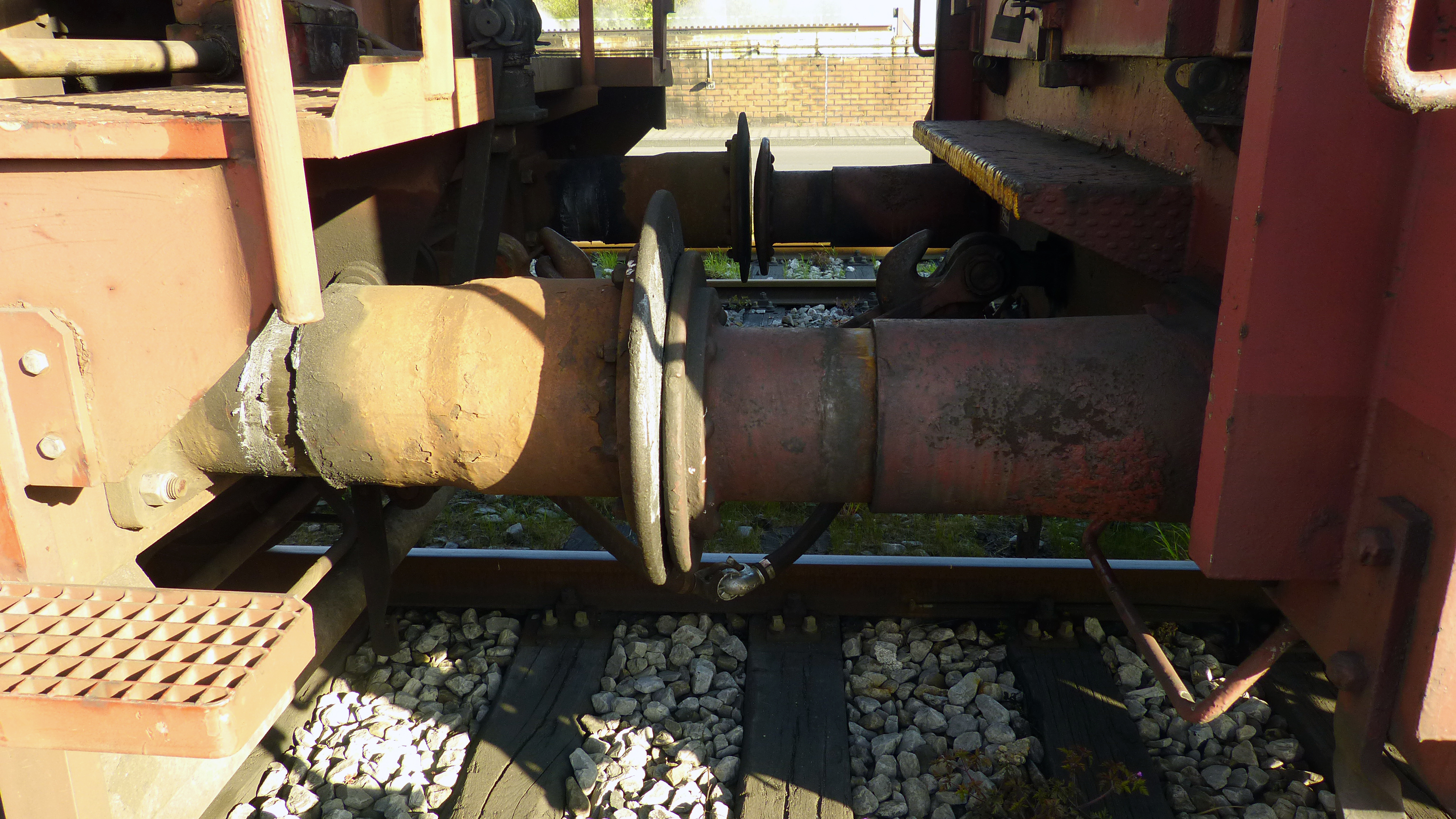
Direkter Vergleich zwischen einem Normalpuffer (rechts) und einem Hochleistungspuffer (links) für Güterwagen

Bei den europäischen Eisenbahngesellschaften werden genormte Puffer verwendet:
- Güterwagen: Puffer mit 75 mm Hub 	UIC 526-2 VE 1981-01. Diese Puffer sind jedoch aktuell nicht mehr gebräuchlich.
- Güterwagen: Puffer mit 105 mm Hub 	UIC 526-1 VE 1998-07
- Güterwagen: Puffer mit 130/150 mm Hub 	UIC 526-3 V 1998-07
- Stoßeinrichtungen der Reisezugwagen 	UIC 528 VE 1991-01

Die vorgenannten UIC-Merkblätter wurden nach Einführung der „Interoperabilitätsrichtlinien“ TSI durch die Norm EN 15551 ersetzt.
Heute treten unterschiedliche Pufferhöhen nur noch in besonderen Betriebssituationen auf, insbesondere, wenn Fahrzeuge aus oder für anders normierte Bahnen auf Bahnstrecken unterwegs sind, deren Verkehr im Übrigen unter den Normierungsregeln stattfindet. Dann werden Wagen eingesetzt, die an je einem Ende die kompatiblen Puffer für je eines der beiden Systeme aufweisen, Interfacewagen. Beispiele für den Einsatz sind
- Transporte verunfallter Fahrzeuge auf Hilfsdrehgestellen.
- Fahrten des umspurbaren Golden-Pass-Express auf der Normalspurstrecke der BLS.[4]

### Form

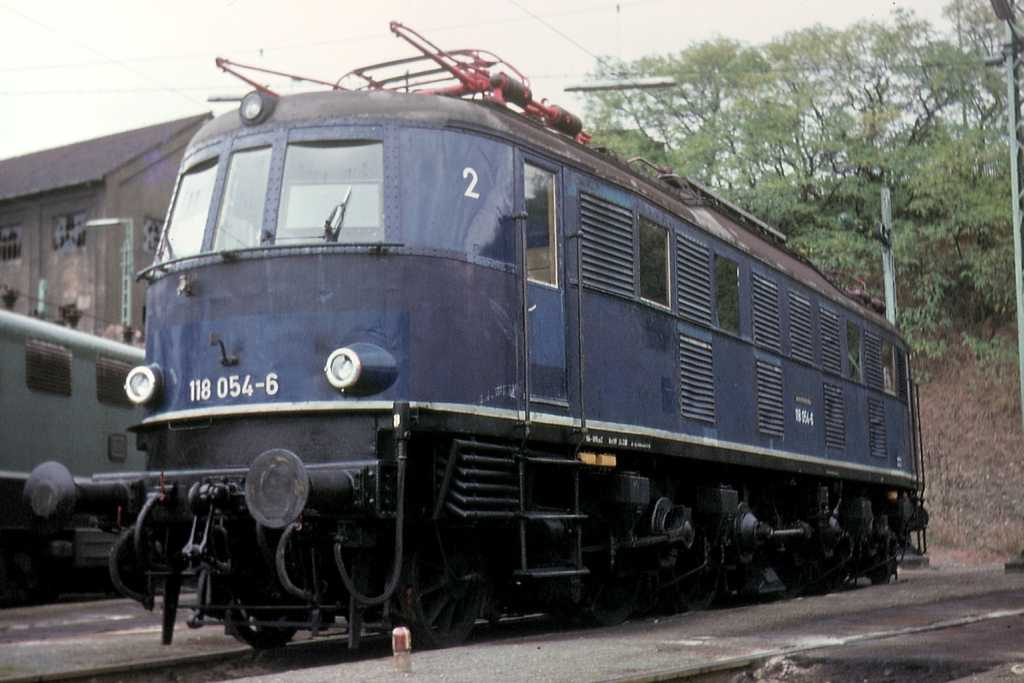
Gewölbter und flacher Puffer gut erkennbar an einer Lokomotive der Reihe E 18

Ursprünglich wurde der an der jeweiligen Stirnseite in Fahrtrichtung links befindliche Puffer mit einem flachen, der rechtsseitige mit einem gewölbten Teller ausgeführt, so dass immer ein flacher und ein gewölbter Teller aufeinandertrafen und dadurch Kantenpressungen vermieden wurden.
In den Technischen Vereinbarungen über den Bau und die Betriebseinrichtungen der Haupt- und Nebenbahnen (abgekürzte Bezeichnung T.V.) des Vereins deutscher Eisenbahnverwaltungen von 1930 § 55 Abschnitt 3 heißt es dazu: Der Halbmesser der Wölbung muss mindestens 600 mm und darf höchstens 700 mm betragen. (Dies galt von den 30er Jahren bis zur Einführung der neuen UIC-Bestimmungen von 1961 für alle deutschen Bahnverwaltungen.) Bereits in der Ausgabe von 1865 war die Wölbung mit min. 25 mm festgelegt worden.
Nach den UIC-Bestimmungen von 1961 werden alle Fahrzeuge in Europa mit beidseitig, jedoch deutlich flacher gewölbten Puffertellern ausgerüstet. Der Radius der Pufferwölbung beträgt bei Reisezugwagen 1500 mm, bei den seit 1994 gebauten Güterwagen 2750 mm.
Für Güterwagen sind runde Pufferteller mit einem Durchmesser von 340, 370, 450 oder 500 mm gebräuchlich. Für Reisezugwagen und Lokomotiven finden in der Regel rechteckige Tellerformen Anwendung, wobei bei Reisezugwagen die zur Fahrzeuglängsmitte weisende Kante wegen des Platzbedarfs des Wagenüberganges abgeschrägt ist. Weiterhin gibt es Pufferteller in unterschiedlichen Formen und Breiten, wobei die Höhe zwischen oberer und unterer waagerechter Kante zwischen 340 und 360 mm beträgt. Nach der EN 15551 sind die genormten Breiten für Güterwagenpuffer 450 oder 550 mm, für Spanien 550 oder 650 mm bei einer Höhe von jeweils 340 mm. Für Reisezugwagen liegen die Puffertellerbreiten zwischen 600 und 720 mm, wobei sich diese nach der Fahrzeuggeometrie richtet. Puffer mit nicht runden Pufferteller sind in jedem Fall nicht drehbar.
Hintergrund für den Wechsel von Wölbungsradien von 600–700 mm zu 1500 oder gar 2750 mm war die Erkenntnis, dass die Wölbungen durch tangentiales Reiben der Puffer aneinander ohnehin plangeschliffen werden, und zwar umso mehr, je kleiner der Radius ist (siehe auch Foto der E 18 mit Verschleißspuren am gewölbten Pufferteller).
Der verbleibende Freiraum zwischen den Fahrzeugen, der den Arbeitsraum für die Kuppler bildet, wird als Berner Raum bezeichnet.
Eine britische Spezialität sind ausziehbare Puffer an Reisezugwagen und Lokomotiven mit abklappbarer Mittelpufferkupplung Bauart Janney. Werden gleichartige Fahrzeuge unter Verwendung dieser Mittelpufferkupplungen verbunden, sind die Puffer eingeschoben und unwirksam. Für das Kuppeln mit Fahrzeugen, die nur mit Schraubenkupplung ausgerüstet sind, werden die Puffer ausgezogen und mit aufgelegten Sperrstücken in dieser Lage arretiert.

## Material

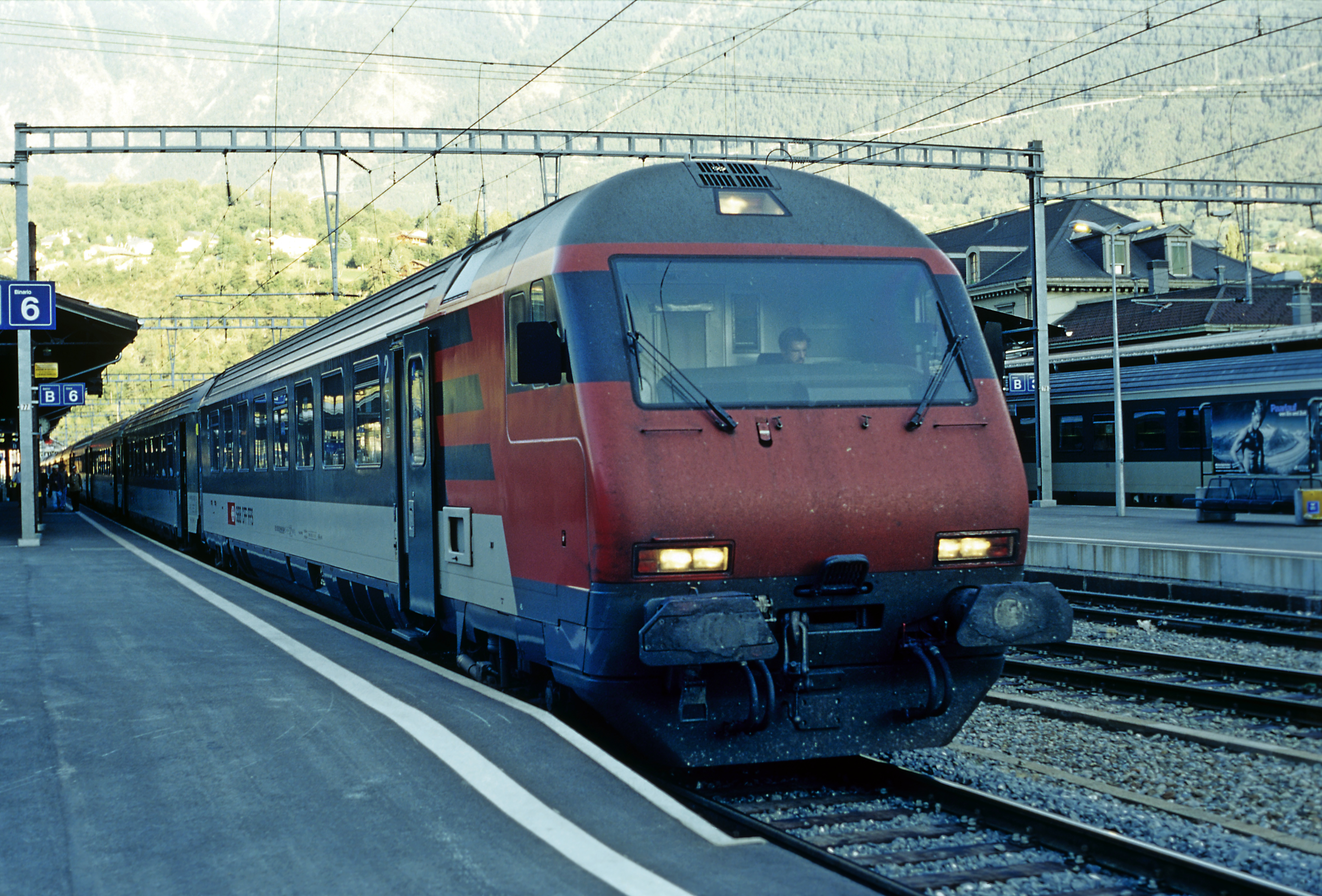
Steuerwagen der SBB mit PTFE-Einlage im rechten Puffer (links im Bild)

In der Regel sind Pufferteller aus Stahl und werden mit Fett geschmiert. Um die Querkräfte bei geschobenen Wendezügen im Bogen zu reduzieren, werden bei wendezugfähigen Schienenfahrzeugen teilweise Einlagen aus Polytetrafluorethylen im (vom Fahrzeug aus gesehen) rechten Puffer verwendet. Die Materialpaarung PTFE/Stahl hat einen geringeren Haftreibwert auch bei unzureichender Schmierung.

## Trivia
Eisenbahnfans werden scherzhaft auch als „Pufferküsser“ oder „Pufferknutscher“ bezeichnet.